# Ванке, Дауда Малам
Дауда Малам Ванке (фр. Daouda Malam Wanké) — военный и политический деятель Нигера. Организатор в чине майора военного переворота в Нигере в 1999 году, в результате которого был свергнут и убит президент Ибрагим Баре Маинассара (сам пришедший к власти тремя годами ранее в результате переворота). Заняв президентский пост, оставил, тем не менее, у власти предыдущее гражданское правительство Ибрагима Хассана Маяки. При нём была принята новая конституция Нигера и проведены президентские выборы, на которых сам Ванке не выдвигался и передал власть их победителю Тандже Мамаду, бывшему члену военного правительства, управлявшего страной до 1993 года. Скончался после долгой болезни.